# الإقليم العربي للمرشدات

إختصاصات الإقليم العربي بالجمعية العالمية للمرشدات وفتيات الكشافة

لجنة مرشدات مجلس التعاون الخليجي

الإقليم العربي بالجمعية العالمية للمرشدات وفتيات الكشافة هو المكتب الشعبي للجمعية العالمية للمرشدات وفتيات الكشافة، ومقرها في القاهرة، مصر. وتضم جمعية الإقليم العربي 17 عضوا من حركة المرشدات في غرب آسيا وشمال أفريقيا، بما في ذلك الجزائر، البحرين، مصر، الأردن، الكويت،لبنان، ليبيا، موريتانيا، المغرب، عمان، فلسطين، قطر، المملكة العربية السعودية، السودان، تونس، الإمارات العربية المتحدة، واليمن.
هذه المنطقة هي النظير من الإقليم الكشفي العربي للمنظمة العالمية للحركة الكشفية.